# Acanthogonatus francki
Acanthogonatus francki là một loài nhện trong họ Nemesiidae.
Acanthogonatus francki được miêu tả năm 1880 bởi Karsch.

## Hình ảnh

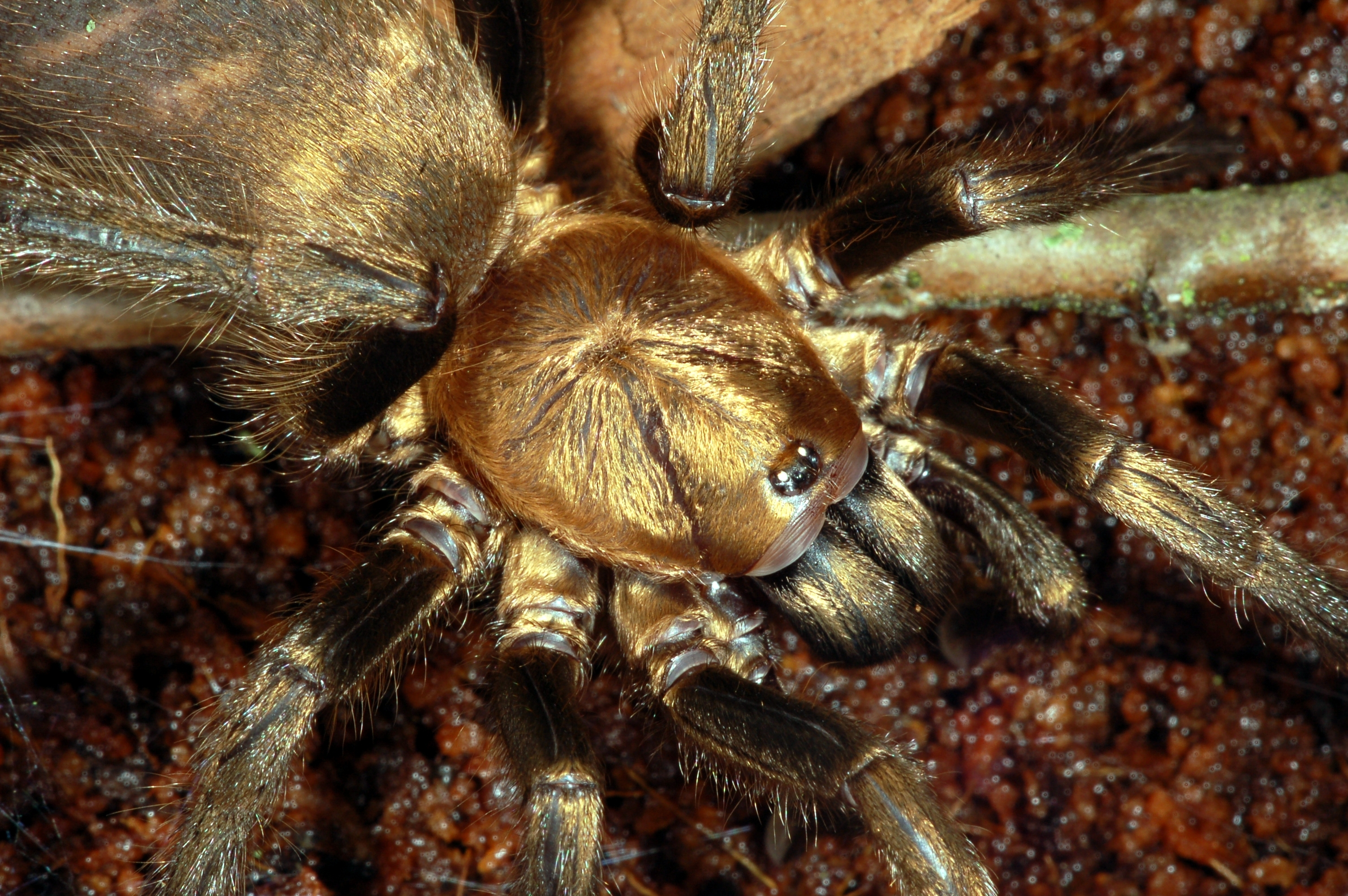